# Germán Siegmund
Germán Siegmund (Victoria, 9 de noviembre de 1983 - Temuco, 11 de septiembre de 2023) fue un baloncestista chileno. Jugó profesionalmente en diversos clubes de su país y representó a Chile en el Campeonato Sudamericano de Baloncesto de 2006. Actuaba en las posiciones de escolta y alero.

## Trayectoria

### Clubes
Miembro de una familia de Victoria vinculada al baloncesto, comenzó a practicar el deporte en el Colegio Santa Cruz. Jugando para la selección de Victoria, se destacó tanto en los Juegos Deportivos Escolares Nacionales y en los Juegos Binacionales de la Araucanía.
Fue reclutado por la Unión Deportiva Española de Temuco, donde terminaría de desarrollar su juego. 
En 2005, jugando para Universidad Autónoma de Temuco, hizo una gran campaña siendo reconocido como el Mejor Alero de la Libsur y como parte del quinteto ideal de jugadores chilenos de la Dimayor. Ello le permitió unirse a la Universidad Católica en 2006. 
Posteriormente actuaría en otros clubes de la Dimayor como Puente Alto, Boston College y Deportes Victoria, jugando también en otras categorías menores con los colores de Temuco Ñielol y Deportes Lautaro.

### Selección nacional
Siegmund fue convocado por el entrenador Daniel Allende para jugar en el Campeonato Sudamericano de Baloncesto de 2006, organizado en Caracas.

## Fallecimiento
Siegmund falleció como víctima del cáncer en septiembre de 2023.